# Орден Назарбаева
Орден «Первый Президент Республики Казахстан — Лидер Нации Нурсултан Назарбаев» (каз. Қазақстан Республикасының Тұңғыш Президенті - Елбасы Нұрсұлтан Назарбаев ордені) — государственная награда Республики Казахстан.
В наградной системе занимает третье положение.
Учреждён на основании Закона Республики Казахстан от 3 мая 2001 года за № 180-II в честь президента Республики Казахстан Нурсултана Назарбаева.
Орденом Первого президента Республики Казахстан Нурсултана Назарбаева награждаются граждане Республики Казахстан за особые заслуги в государственной и общественной деятельности, способствующей становлению, процветанию и славе Республики Казахстан.
Орденом Первого президента Республики Казахстан Нурсултана Назарбаева за особые заслуги перед Республикой Казахстан могут быть награждены главы зарубежных государств и правительств.
О награждении граждан, удостоенных знаков высшей степени отличия, орденом Отечества либо орденом Первого президента Республики Казахстан Нурсултана Назарбаева производится запись в Книге Славы Республики Казахстан, учреждаемой Правительством Республики Казахстан.
Данный орден был подвергнут четырём изменениям дизайна — первоначально имея только знак на шейной ленте претерпел изменения до знака на плечевой ленте со звездой.

## Описание
Орден состоит из знака на плечевой ленте и звезды.
По своей форме знак ордена похож на Знак президента Казахстана: многолучевая звезда, пучки лучей которой формируют восьмигранник, покрытый эмалью синего цвета. Восемь самых длинных лучей покрыты эмалью белого цвета и украшены бриллиантами.
В центральном медальоне на синем фоне золотой монограмма: перевитые декоративным способом буквы «П» и «Н». Центральный медальон окружён золотым лавровым венком, который в свою очередь окружён кантом белого цвета по которому золотыми буквами надпись: «Қазақстан Республикасының Тұңғыш Президенті — Елбасы Нұрсұлтан Назарбаев». Медальон окружён золотой лентой с натуральными рубинами.
Звезда ордена — многогранная золотая шестнадцатиконечная, где, чередуясь, восемь лучей звезды короче других. В центре медальон синей эмали с золотым профилем Нурсултана Назарбаева. Центральный медальон окружён кантом белого цвета по которому золотыми буквами надпись: «Қазақстан Республикасының Тұңғыш Президенті — Елбасы Нұрсұлтан Назарбаев». Медальон окружён золотой лентой с натуральными рубинами.
Звезда и знак ордена выполнены из золота 750 пробы.
Для повседневного ношения имеется миниатюра ордена.

### Изменения знака
- Знак первого типа не был украшен фианитами. Центральный медальон: на золотом фоне контурный профиль с синей эмалью.
- Знак второго типа украшен искусственными драгоценными камнями. Центральный медальон: на красном фоне контурный профиль с красной эмалью.
- Знак третьего типа украшен искусственными драгоценными камнями. Центральный медальон: на синем фоне золотой профиль Нурсултана Назарбаева. Центральный медальон окружён кантом белого цвета по которому золотыми буквами надпись: «Қазақстан Республикасының Тұңғыш Президенті». Медальон окружён золотой лентой с красными фианитами.

### Лента
Муаровая лента ордена первых типов цвета Государственного флага Республики Казахстан с золотым национальным узором.
Чрезплечная лента четвёртого типа изготовлена из муаровой ткани синего цвета шириной 100 мм.

## Галерея
- Знак ордена первого типа
- Знак ордена второго типа
- Миниатюра ордена (ко второму типу)
- Знак ордена третьего типа

## Награждённые

### Граждане Республики Казахстан
1. Абыкаев, Нуртай Абыкаевич — государственный и политический деятель
2. Калмурзаев, Сарыбай Султанович —  государственный и политический деятель
3. Кекилбаев, Абиш Кекилбаевич — депутат Сената Парламента Республики Казахстан (2004)[1]
4. Токаев, Касым-Жомарт Кемелевич — министр иностранных дел Казахстана (2004)[1]
5. Тасмагамбетов, Имангали Нургалиевич — аким города Алма-Аты (2004)[1]
6. Джаксыбеков, Адильбек Рыскельдинович — руководитель Администрации президента Республики Казахстан (2005)
7. Есенбаев, Мажит Тулеубекович — аким Акмолинской области (2005)
8. Ни, Владимир Васильевич — генеральный директор ТОО «Корпорация «ХОЗУ», город Алма-Ата (2005)[2]
9. Храпунов, Виктор Вячеславович — аким Восточно-Казахстанской области (2005)
10. Школьник, Владимир Сергеевич — министр энергетики и минеральных ресурсов Республики Казахстан (2005)
11. Шукеев, Умирзак Естаевич — аким города Астаны (2005)[3]
12. Мансуров, Таир Аймухаметович — аким Северо-Казахстанской области (2006)[4]
13. Сагдиев, Махтай Рамазанович — председатель центрального совета ОО «Организация ветеранов Республики Казахстан», город Астана (2006)[4]
14. Сайденов, Анвар Галимуллаевич — председатель Национального Банка Республики Казахстан (2006)[4]
15. Утемуратов, Булат Жамитович — управляющий делами президента Республики Казахстан (2007)
16. Марченко, Григорий Александрович — председатель правления АО «Народный Сберегательный Банк Казахстана» (2008)
17. Касымбеков, Махмуд Базаркулович — начальник Канцелярии президента Республики Казахстан (2009)
18. Павлов, Александр Сергеевич — член Совета национальных инвесторов при президенте Республики Казахстан (2009)
19. Масимов, Карим Кажимканович —  премьер-министр Республики Казахстан (2010)[5]
20. Мусабаев, Талгат Амангельдиевич — председатель Национального космического агентства Республики Казахстан (2011)[6]
21. Саудабаев, Канат Бекмурзаевич — Государственный секретарь Республики Казахстан (2011)[6]
22. Ахметов, Даниал Кенжетаевич — член Коллегии (министр) Евразийской экономической комиссии по вопросам энергетической политики; политики естественных монополий; транспорта и перевозок (2012)
23. Есимов, Ахметжан Смагулович — аким города Алма-Аты (2012)[7]
24. Измухамбетов, Бактыкожа Салахатдинович — аким Атырауской области (2013)
25. Кушербаев, Крымбек Елеуович — аким Кызылординской области (2015)[8]
26. Нигматулин, Нурлан Зайруллаевич — руководитель Администрации президента Республики Казахстан (2015)[8]
27. Головкин, Геннадий Геннадьевич — боксёр (2018)[9]
28. Бисембаев, Абай Айдарханович — первый заместитель Управляющего Делами Президента Республики Казахстан (2019)[10]
29. Баталов, Амандык Габбасович — аким Алматинской области (2020)[11]
30. Ким, Владимир Сергеевич — президент ТОО «Kazakhmys Holding» (2020)[11]
31. Мамин, Аскар Узакпаевич — премьер-министр Республики Казахстан (2020)[11]
32. Сарсенов, Рашид Темирбулатович — президент ТОО «Финансово-промышленная корпорация «BSB»  (2020)[11]
33. Мамиев, Кайрат Абдразакович — председатель Конституционного совета (2021)[12]
34. Айдарбаев, Алик Серикович — председатель правления АО «НК «КазМунайГаз» (2021)[12]
35. Баймаханов, Болатбек Бимендеевич — председатель правления АО «Национальный научный центр хирургии имени А. Сызганова» (2021)[12]
36. Белович, Александр Якубович — председатель совета директоров TOO «Bazis Holding Сompany» (2021)[12]
37. Исабеков, Дулат — писатель (2021)[13]
38. Александр (Могилёв) — митрополит Астанайский и Казахстанский (2021)[12]

### Главы иностранных государств
1. Владимир Путин — президент Российской Федерации (2019) [14]
2. Александр Лукашенко — президент Республики Беларусь (2019) [14]
3. Сооронбай Жээнбеков — президент Киргизской Республики (2019) [14]